# 禽類霍亂
禽類霍亂（英語：Fowl cholera or avian cholera），亦被稱爲「禽類巴氏桿菌病」（英語：avian pasteurellosis）或「禽類出血性敗血症」（英語：avian hemorrhagic septicemia），係禽類中最常見的一種由巴氏桿菌引起的疾病。該病因爲致病源爲多殺性巴氏桿菌而被歸入人畜共患病之列。
成年的鳥類和雞苗更容易患上禽類霍亂。在親代雞群中，公雞遠比母雞容易患上禽類霍亂。
除了雞，火雞、鴨、鵝、猛禽，以及金絲雀亦會患上禽類霍亂。火雞在禽類霍亂的面前顯得尤其脆弱——患上禽類霍亂後的火雞的死亡率可達65% 。
目前，對禽類霍亂和禽流感的病理狀態做出正確的鑑別診斷的重要性正日趨增大。

## 歷史
人類最早有關禽類霍亂的記錄可追溯到18世紀。然而，直到1880年代，路易斯·巴斯德才成功對禽類霍亂的致病菌進行了純化培養。最初，僅有歐洲有禽類感染禽類霍亂的記錄，但是，到了1943-1944年間，北美洲也有了禽類感染禽類霍亂的記錄。從那時起，北美的野生鳥類群體幾乎每年都會發生禽類霍亂流行。目前，禽類霍亂是北美野生水禽群體中最爲常見的一種疾病。
2011年，加拿大北極地區的絨鴨群體內爆發了禽類霍亂，這場禽類霍亂流行殺死了幾千隻當地的絨鴨。目前，科學家正在對這場禽類霍亂流行進行研究，並且正在研究禽類霍亂擴散到格陵蘭的可能性。
2015年3月，2000隻雪雁在從愛達荷州北部往加拿大進行春季遷徙的途中因禽類霍亂而死。

## 流行病學
禽類霍亂多爆發於冷而潮溼的氣候環境下（比如說晚夏和秋冬季）。有齧齒寄宿的動物的房屋常常是禽類霍亂疫情的起源。而禽類霍亂又常常通過處置不當的鳥類屍體（可能是來自上述房屋附近地區的後院）傳播。禽類霍亂一旦感染了一個雞群，那麼致病菌就會一直留在那個雞群內，除非這個雞群被撲殺。而禽類霍亂的慢性攜帶者又常常會使得禽類霍亂在易感禽類霍亂的鳥類群體中再次爆發。
. 
在野生鳥類群體中，溼地和禽類霍亂的聯繫最爲緊密。Blanchong等人的研究表明，溼地有着短期水庫的作用，溼地內的土壤和水可以爲大量的禽類霍亂致病菌提供容身之處。不過，溼地並不能夠起到長期儲水的作用。而禽類霍亂又會以急性的和慢性的兩種截然不同的方式呈現。慢性的禽類霍亂多發於家禽群體內，這種疾病引發的感染一般屬於局部感染。雪雁已被證明可以染上慢性的禽類霍亂，牠們因此被認爲是禽類霍亂的長效流動存儲倉庫。一旦禽類霍亂的致病菌侵入了易感禽類的群體，那麼一場急性禽類霍亂流行就會爆發了。染上急性禽類霍亂的鳥類往往會在6-12個小時內死亡，因此人類很難對染上這種疾病的鳥類進行詳細地觀察和描述。因爲群居以及種群密度大的原因，水禽（waterfowl）常常深受禽類霍亂的致病細菌多殺性巴氏桿菌（P. multocida）之害，不過腐生動物和其他的水生鳥類（water birds）也可能會受到跨物種的禽類霍亂流行的波及。

## 臨床症狀和通過驗屍觀察到的病灶

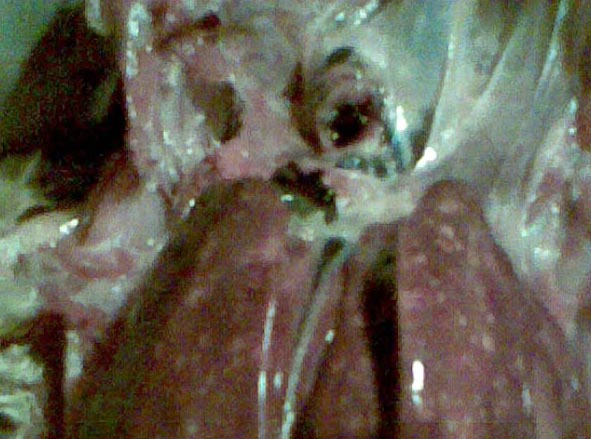
肝部的壞死灶

腹瀉而且排瀉物爲綠色是禽類霍亂急性感染的早期症狀之一。
而禽類霍亂慢性感染的最典型症狀則是肉垂腫脹。這種症狀在對禽類霍亂具有抗性的地方品種身上相當常見。相比起全身性的感染，局部感染的類型相當多——局部感染可能發生於呼吸道（包括鼻竇和氣動骨骼）、飛節、胸骨囊、腳爪、腹膜腔和輸卵管。
在禽類霍亂的急性感染病例中，最典型的可通過驗屍觀察到的病灶是心外膜脂肪組織上出現的瘀斑。另外，肝部出現壞死灶、全身性充血也是常見的症狀。

## 預防、處理及治療
如果育種群或蛋雞群體內爆發了禽類霍亂的話，最好治療方法是對群體內的個體逐一注射有效抗生素和禽霍亂自家菌苗，並且在牠們的飲水中也加入有效抗生素以及維生素。另外，還應該焚化禽類群體中的屍體，並加強禽舍和水池週邊的消毒。除此之外，平日裏良好的防疫計劃及衛生管理也相當重要。。

## 外部連結
- The Attenuation of the Causal Agent of Fowl Cholera, by Louis Pasteur, 1880

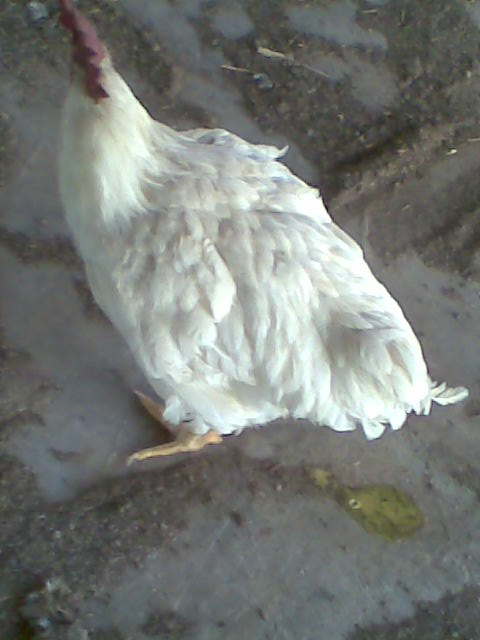
一隻屬於育種群的公雞，牠因患上霍亂而腹瀉，而且糞便呈綠色

- Fowl cholera in the Merck Veterinary Manual （页面存档备份，存于）